# Maxime Beaumont
Maxime Beaumont (ur. 23 kwietnia 1982 r. w Boulogne-sur-Mer) – francuski kajakarz, srebrny medalista igrzysk olimpijskich, dwukrotny wicemistrz świata, dwukrotny srebrny medalista mistrzostw Europy, złoty medalista igrzysk europejskich.

## Igrzyska olimpijskie
W 2012 roku wystąpił na igrzyskach olimpijskich w Londynie. W rywalizacji jedynek na 200 metrów zajął czwarte miejsce w finale.
Cztery lata później w Rio de Janeiro został wicemistrzem olimpijskim w konkurencji jedynek na 200 metrów. W finale przegrał jedynie z Brytyjczykiem Liamem Heathem o 0,165 sekundy. Wziął również udział w zawodach dwójek na tym samym dystansie, lecz w finale zajął wraz z Sébastienem Jouvem siódmą pozycję.

## Odznaczenia
- Kawaler Orderu Narodowego Zasługi przyznany 1 grudnia 2016 r.[2]